# Torbéievo
Torbéievo (en rus: Торбеево) és un poble de l'óblast de Tomsk, a Rússia, que el 2015 tenia 330 habitants.